# Surahammar (Gemeinde)
Koordinaten: 59° 43′ N, 16° 13′ O

Surahammar ist eine Gemeinde (schwedisch kommun) in der schwedischen Provinz Västmanlands län und der historischen Provinz Västmanland. Der Hauptort der Gemeinde ist Surahammar.

## Orte
Diese drei Orte sind Ortschaften (tätorter):
- Surahammar
- Virsbo
- Ramnäs

## Töchter und Söhne der Gemeinde
- Alf Segersäll (* 1956), Radrennfahrer